# Zlatibor (ville)
Pour les articles homonymes, voir Zlatibor.
Zlatibor (en serbe cyrillique : Златибор), également connue sous le nom de Kraljeve Vode (Краљеве Воде), est une ville de Serbie située dans la municipalité de Čajetina, district de Zlatibor. Au recensement de 2011, la ville comptait 2 921 habitants.
Zlatibor, également connue sous le nom de Kraljeve Vode, les « eaux du roi », est une station touristique réputée en Serbie. À l'époque de la République fédérative socialiste de Yougoslavie, la localité était connue sous le nom de Partisanske Vode, les « eaux des Partisans ». La localité voisine de Palisad (ou Palisat) est administrativement rattachée à Zlatibor. L'ensemble est parfois appelé Kraljeve Vode sa Palisadom, « Kraljeve Vode avec Palisad » ou, sous le régime communiste, Partisanske Vode sa Palisadom.

## Géographie
La ville de Zlatibor est située à l'ouest de la Serbie centrale, non loin de la frontière entre la Bosnie-Herzégovine et la Serbie. Elle est se trouve dans les monts Zlatibor, à une altitude de 1 000 m, à environ 10 km du mont Tornik, le point culminant du massif (1 496 m). Zlatibor est située à quelques kilomètres au nord du lac de Ribnica, formé en 1971 à la suite de la construction d'un barrage sur le Crni Rzav, le « Rzav noir », un des bras formant le Rzav de Zlatibor et qui prend sa source au pied du mont Čigota ; ce barrage a comme fonction d'alimenter en eau potable les villes de Zlatibor et Čajetina,. En plein centre ville, se trouve un lac artificiel, créé pour le plaisir des habitants et des touristes ; il est surnommé la « mer de Zlatibor ».

## Climat
Le climat de Zlatibor est observé depuis 1941 par une station météorologique située à 1 028 m d'altitude, coordonnées 43° 44′ N, 19° 43′ E. Le secteur est caractérisé par un climat subalpin. Pour la période 1961-1990, la température moyenne annuelle s'élevait à 7,1 °C et à 7,9 °C pour la période 1991-2008. La température la plus basse jamais enregistrée à la station a été de −23,1 °C, le 26 janvier 1954, et la température la plus élevée a été de 35,8 °C, le 24 juillet 2007. Selon les relevés de la station, le jour le plus pluvieux a été le 11 septembre 1974, avec 114 mm. Entre 1961 et 1990, on comptait une moyenne de 68 jours de chute de neige et, en tout, 112 jours d'enneigement par an ; les chutes de neige les plus importantes jamais enregistrées en une seule journée ont eu lieu le 16 mars 1956, avec 93 cm de couverture. Pour la même période, Zlatibor comptait également 117 jours de brouillard et 168 jours d'ensoleillement (moins de 0,1 mm de pluie).
| Mois                                         | Janv | Fév  | Mars | Avr  | Mai  | Juin | Juil | Août | Sept | Oct  | Nov  | Déc  | Année |
| -------------------------------------------- | ---- | ---- | ---- | ---- | ---- | ---- | ---- | ---- | ---- | ---- | ---- | ---- | ----- |
| Températures moyennes 1961-1990 (°C)         | -3,3 | -1,5 | 2,0  | 6,6  | 11,5 | 14,4 | 16,3 | 16,3 | 13,1 | 8,4  | 3,2  | -1,5 | 7,1   |
| Températures moyennes 1991-juillet 2008 (°C) | -2,0 | -1,9 | 2,7  | 7,2  | 12,6 | 16,1 | 17,9 | 18,0 | 13,0 | 8,9  | 3,6  | -1,3 | 7,9   |
| Précipitations moyennes 1961-1990 (°C)       | 68,0 | 60,8 | 64   | 76,8 | 100  | 110  | 96   | 78,3 | 83,4 | 66,6 | 85,4 | 75   | 964,3 |
| Précipitations moyennes 1991-2007 (mm)       | 53,6 | 62,9 | 69,7 | 78,6 | 84,2 | 85,6 | 83,1 | 66,4 | 85,8 | 72,3 | 78,7 | 80   | 900,7 |

## Histoire

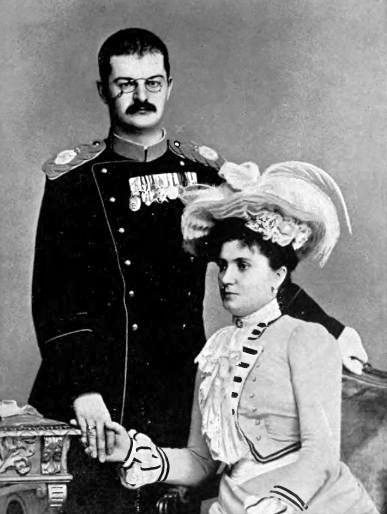
Le roi Alexandre Ier de Serbie et la reine Draga.

Dès l'époque ottomane, les monts Zlatibor servirent de lieu de villégiature aux dignitaires et aux riches bourgeois des villes qui en appréciaient le climat[réf. nécessaire]. Mais l'essor touristique du massif ne commença qu'au XIXe siècle, après le départ des Turcs. L'actuelle ville de Zlatibor était alors connue sous le nom de Kulaševac. En 1893, le roi Alexandre Ier de Serbie y séjourna et, charmé par la beauté de l'endroit, y fit construire une fontaine commémorative qu'il inaugura le 19 août 1893 ; ce séjour royal inaugura un engouement pour la station et les monts alentour. En l'honneur du monarque, la localité prit le nom de Kraljeve Vode (en serbe cyrillique Краљеве Воде, les « eaux du roi ». En 1903, le roi Pierre Ier de Serbie s'y fit construire une villa, renforçant ainsi l'attrait touristique de la ville et, de fait, un premier hôtel y fut construit en 1908, que fréquentèrent l'aristocratie serbe, les écrivains et les peintres. Kraljeve Vode connut un essor supplémentaire après 1927, avec la construction d'une route qui la reliait à Užice ; de nombreuses villas furent alors construites par des gens fortunés ou par des amateurs de vie en plein air.
La Seconde Guerre mondiale commença pour la Serbie en avril 1941, avec l'invasion du pays par les puissances de l'Axe. Les monts Zlatibor tombèrent alors sous la domination des nazis. Après la rupture du pacte germano-soviétique par le Troisième Reich,  le 1er juillet 1941, Josip Broz Tito, le chef des partisans communistes, lança un appel à l'insurrection. À la suite de la bataille de Drežnik, les Partisans de Tito réussirent à libérer Užice le 24 septembre 1941 et ils créèrent alors l'éphémère République d’Užice, à laquelle la ville de Zlatibor était rattachée. En revanche, dès le 1er décembre 1941, la zone était de nouveau occupée par les nazis. En 1946, Kraleve Vode fut rebaptisée Partizanske Vode, en l'honneur des Partisans communistes. En 1995, Partizanske Vode est devenue Zlatibor, en référence aux monts sur lesquels elle se trouve.

## Démographie

### Évolution historique de la population
| 1948 | 1953 | 1961 | 1971 | 1981  | 1991  | 2002  | 2011  |
| ---- | ---- | ---- | ---- | ----- | ----- | ----- | ----- |
| 115  | 362  | 357  | 834  | 1 237 | 1 684 | 2 344 | 2 921 |

|  |

## Éducation
Zlatibor possède un établissement d'enseignement pré-scolaire (en serbe : predškolsko obrazovanje), qui est une annexe de l'école maternelle Radost (« Joie ») de Čajetina et qui scolarise 131 enfants ; elle abrite également une antenne de l'école élémentaire Dimitrije Tucović.

## Économie
La société Zlatiborska botanička baštica, le « Jardin botanique de Zlatibor », produit des tisanes ou des huiles essentielles à partir des herbes médicinales et des plantes poussant sur le massif de Zlatibor ; elle produit également de l'eau-de-vie.

## Tourisme

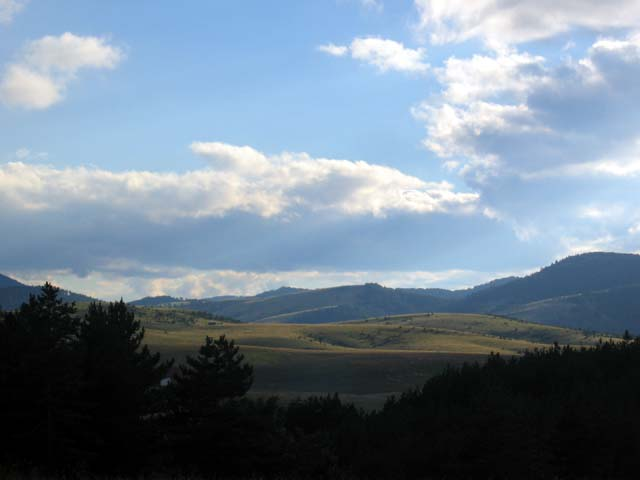
Les monts Zlatibor

L'activité économique essentielle de Zlatibor est le tourisme. La ville offre aux visiteurs de nombreuses facilités d'hébergement, dans des hôtels ou des pensions, mais aussi en appartement ou dans des gîtes ruraux. La ville possède également de nombreux magasins, des restaurants, des cafés, ainsi que quelques discothèques pour les amateurs de vie nocturne.
Les monts Zlatibor sont réputés pour la salubrité de leur climat et l'idée d'y bâtir un sanatorium a été conçue dès le XIXe siècle. Le 1er juin 1964, un Sanatorium spécial pour l'hyperthyroïdie a ouvert ses portes à Čajetina, transféré en 1966 à Zlatibor. Il porte aujourd'hui le nom de Hôpital spécial pour la glande thyroïde et le métabolisme ; ce centre de cure organise également des excursions, des conférences et des expositions.
La ville de Zlatibor accueille également une petite station de ski, située à environ 10 km de la ville ; elle se trouve à 1 000 m d'altitude. La station de ski du mont Tornik est située à une altitude comprise entre 1 110 et 1 490 m ; elle dispose de trois pistes et comporte des installations susceptibles de transporter 5 400 skieurs par heure sur le sommet.

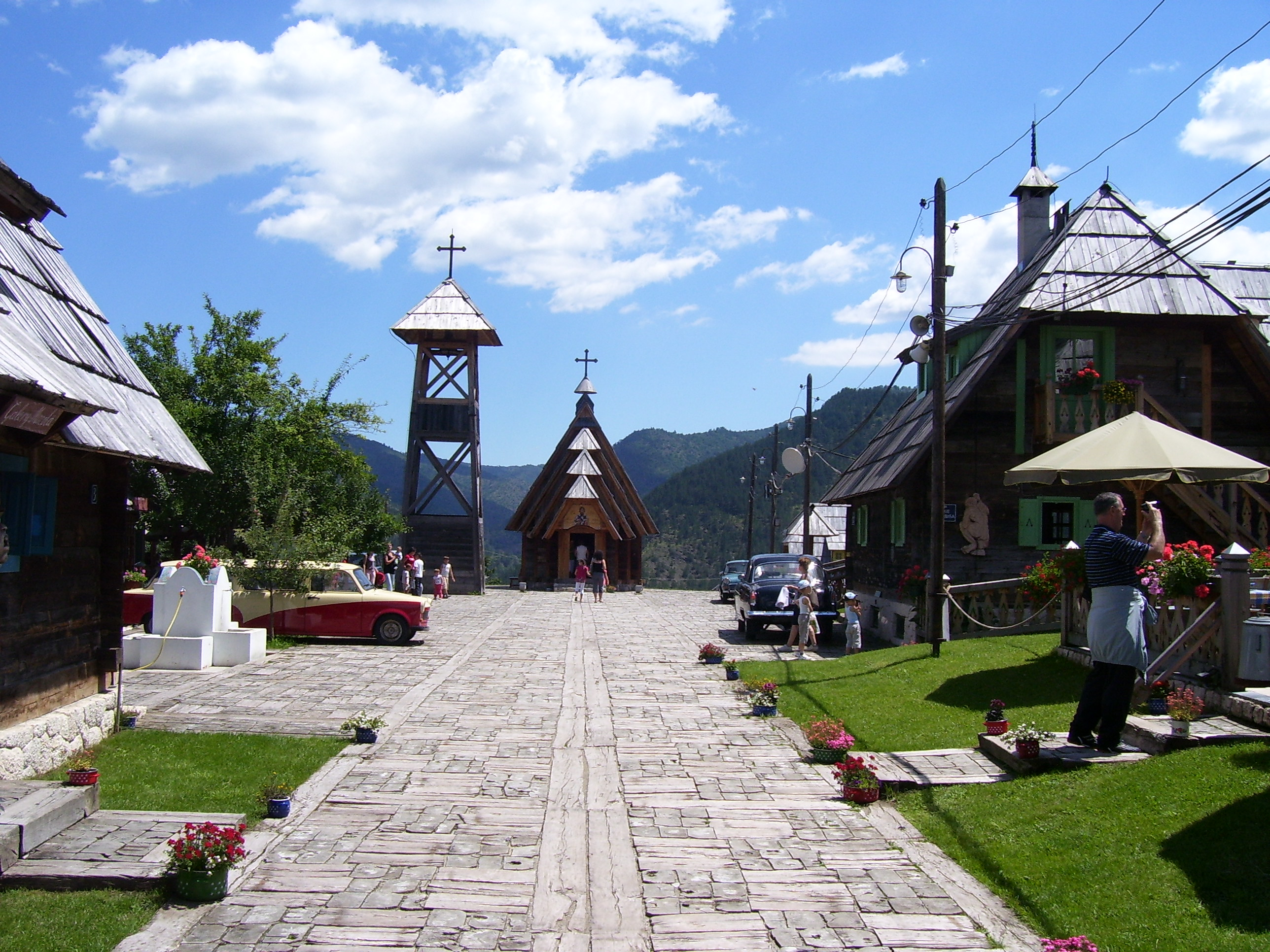
la rue principale de Küstendorf/Drvengrad

Par sa position, la ville constitue un centre d'excursions pour tout le massif de Zlatibor. On peut y pratiquer la randonnée mais aussi visiter les églises en bois de Dobroselica, Jablanica, classée sur la liste des monuments culturels de Serbie,,, ou encore les écomusées de Sirogojno, qui, en raison de sa valeur historique, a été lui aussi classé sur la liste des monuments culturels de Serbie, et de Drvengrad. Ce dernier village, connu également sous le nom de Küstendorf, a été construit de toutes pièces par le réalisateur Emir Kusturica pour son film La vie est un miracle ; il s'agit de la reconstitution d'un village serbe typique du XIXe siècle. En raison de sa qualité, le village a remporté en 2005 le prix européen d'architecture Philippe Rotthier pour la reconstruction de la ville. Il est aujourd'hui une destination particulièrement appréciée des touristes. En 2008, Kusturica y a créé le Festival international du film et de la musique de Küstendorf.
On peut également se rendre au village de Mokra Gora et y emprunter une ligne de chemin de fer touristique connue sous le nom de Huit de Šargan (en serbe : Шарганска осмица et Šarganska osmica) ; construite dans une zone particulièrement escarpée, la ligne tire son surnom du fait que, vue du ciel, elle ressemble à un « 8 ».

## Médias
La station de radio Radio Max, créée en 2004, émet depuis la ville de Zlatibor.

## Transports
La route nationale 21 traverse Zlatibor ; en direction du nord, elle conduit à Čajetina puis à Užice ; en direction du sud, elle passe à Negbina avant de rejoindre Nova Varoš. Des lignes d'autobus desservent la ville de Zlatibor, la reliant ainsi, par exemple, directement à Belgrade et à Novi Sad mais aussi à Vranje ou à Niš. La gare ferroviaire la plus proche se trouve à 12 km de la ville. L'aéroport le plus proche est celui d'Užice-Ponikve mais, gravement endommagé lors de la guerre du Kosovo par les bombardements de la Serbie par l'OTAN, il est encore en reconstruction.